# Раздорский сельсовет (Астраханская область)
Раздорский сельский совет — муниципальное образование в составе Камызякского района Астраханской области, Российская Федерация. Административный центр — село Раздор.

## Географическое положение
Сельский совет расположен в крайней восточной части района, простираясь от северной до южной границы района, тем самым отделяя 2 крайних восточных сельсовета от остальной территории района. По территории сельсовета протекают протоки Волги. На юге сельсовет выходит к берегам Каспийского моря и включает некоторые пойменные острова. На крайнем юге, в пределах Каспийского моря, расположен памятник природы «Хазовский». В центре расположены также Мининский и Крестовый биологические заказники регионального значения.
Граница сельсовета начинается от пересечения реки Застенка и реки Чёрная, оттуда идёт в юго-восточном направлении по середине реки Чёрная до ерика Большая Янцоха, по его середине до безымянного ерика, по нему на северо-восток до оросительного канала орошаемой системы «Массив-71», по нему на протяжении 2000 м до ерика Черепашка. Далее граница идет в северо-восточном направлении до пересечения ерика Черепашка и реки Тузуклей, по её середине на протяжении 2100 м до ерика Сухой Тузуклей. Далее граница идёт в юго-восточном направлении на протяжении 9500 м, потом в северо-восточном направлении на протяжении 7000 м до реки Болдушка, по её середине, по середине реки Болдушонок до южной границы Трехизбинского участка Астраханского государственного биосферного заповедника им. В. И. Ленина, по его южной границе на протяжении 5000 м до границы с Володарским районом, затем в юго-восточном направлении, далее в юго-западном направлении на протяжении 22000 м по границе с Володарским районом, затем граница проходит по линии границы Астраханской области строго на запад 7900 м до Бардынинского рыбоходного канала, по нему, огибая остров Нижний с западной стороны, до ерика Правый Бардынинский, по его середине до ерика Левый Бардынинский и далее до ерика Створенок. Далее граница идёт по середине ерика Створенок до реки Створинский Банк, по её середине на протяжении 3000 м, далее на северо-запад на протяжении 1500 м, затем в северном направлении на протяжении 3000 м до ерика Удалой. Далее граница идет в западном направлении по оросительному каналу орошаемой системы «Массив-71» до реки Табола, по её середине в северном направлении до пересечения рек Костыль и Большая Чёрная. Затем граница идет по середине реки Табола до первоначальной точки.

## История
С 1918 по 1919 гг. Раздор являлся волостным центром Раздорской волости Астраханского уезда Сталинградской области. Раздорская волость образована из части Каралатской волости в 1918 году, упразднена в феврале 1919 года, территория включена в состав Камызякской волости (до 1918 г. Каралатская волость Астраханского уезда). Раздорский сельский совет в 1919 году входил в состав Камызякской волости Астраханского уезда, включен в состав Камызякского района в июле 1926 года.
14 декабря 2010 года в соответствии с Законом Астраханской области № 78/2010-ОЗ в состав Раздорского сельсовета вошёл упразднённый Каспийский сельсовет.

## Население
| 2010  | 2012  | 2013  | 2014  | 2015  | 2016  | 2016  |
| ----- | ----- | ----- | ----- | ----- | ----- | ----- |
| 1977  | ↗2335 | ↘2314 | ↘2277 | ↗2278 | ↘2270 | →2270 |
| 2017  | 2018  | 2018  | 2019  | 2020  | 2021  |       |
| ↘2264 | ↘2248 | →2248 | ↘2212 | ↘2203 | ↗2343 |       |

Национальный состав:
- русские — 49 %
- казахи — 48 %
- другие — 3 %

## Состав сельского поселения
В состав сельского поселения входят 5 населённых пунктов
| № | Населённый пункт | Тип населённого пункта       | Население |
| - | ---------------- | ---------------------------- | --------- |
| 1 | Азовский         | посёлок                      | ↗268      |
| 2 | Застенка         | село                         | ↗563      |
| 3 | Каспий           | посёлок                      | ↗318      |
| 4 | Раздор           | село, административный центр | ↗1320     |
| 5 | Ревин Хутор      | посёлок                      | ↘27       |

## Хозяйство
Ведущая отрасль хозяйства — сельское хозяйство, представленное 4 крестьянско-фермерскими хозяйствами и 1 сельскохозяйственным предприятием. В структуре угодий наибольшую площадь занимают пашня (47,1 %), пастбища (44,1 %) и сенокосы (8,8 %). Животноводство — разведение крупного рогатого скота, овец, коз, лошадей и птиц, основная продукция — мясо, молоко, шерсть и яйца. Растениеводство — выращивание овощей, зерновых и картофеля. Развито рыболовство — рыбхоз «Юбилейный».
Среди учреждений социальной сферы в сельсовете действуют 2 фельдшерско-акушерских пункта (Раздор, Застенка), детский сад (Застенка), 2 средние школы (Раздор, Застенка) в общем на 774 места, 2 дома культуры, сельская библиотека. Действуют 14 магазинов и столовая.
Транспорт в сельсовете представлен автомобильной дорогой Камызяк — Тузуклей на севере сельсовета, а также судоходными проливами Волги.